# Roberto Carvelli
Roberto Carvelli (Roma, 14 gennaio 1968) è un giornalista e scrittore italiano.
È autore di opere di narrativa, guide di viaggio e inchieste.
Si è laureato in lettere nel 1992 presso l'Università La Sapienza di Roma con una tesi sull'opera narrativa di Tonino Guerra tra cinema e letteratura. Suoi racconti e saggi sono usciti su varie riviste: Tratti, Rendiconti, Buddismo & Società, Venerdì de la Repubblica, Carta, Kerosene, Maltese Narrazioni, Fernandel, Private, Delitti di Carta, Blue, Il Giuoco d'Assalto, Nuova Ecologia, il Foglio e Storie. Ha ideato e coordina il sito Perdersi a Roma. Fa parte dell'Associazione di Scrittori e Scrittrici Piccoli Maestri.
È l'autore della voce “appallottolare” per il Dizionario affettivo della letteratura italiana (a cura di Matteo B. Bianchi e Giorgio Vasta - Fandango, 2008).

## Scritti
- Letti, Kerosene, 2001. Poi Voland, 2004. ISBN 88-88700-21-8
- Bebo e altri ribelli. La rivoluzione spiegata alle commesse, Nonluoghi Libere Edizioni, 2002. ISBN 88-900763-0-5
- Perdersi a Roma. Guida insolita e sentimentale, Edizioni Interculturali, 2004. ISBN 88-88375-59-7
- La comunità porno: la scena hard italiana in presa diretta, Coniglio Editore, 2004. ISBN 88-88833-02-1
- AmoRomaPerché, Electa, 2005.
- Votare nel mucchio. Cronache da un Paese sprofondato nell'urna, Coniglio Editore, 2005.
- Kamasutra in smart, Coniglio Editore, 2005. ISBN 88-88833-33-1
- La rivoluzione spiegata alle commesse, Coniglio Editore, 2007. ISBN 978-88-606-3049-0
- Amarsi a Roma. Guida per cuori sbandati, Ponte Sisto, 2009. ISBN 88-958841-0-8
- Assaggi e Paesaggi. Viaggio insolito alla scoperta di sapori e territori d'Italia, Ecra, 2011. ISBN 978-88-655-8022-6
- L'Italia s'è desta. Racconti e prose sul Risorgimento e sull'Unità, (con Marco Carminati) Ecra, 2011. ISBN 978-88-655-8020-2
- Alberto Sordi e Roma. Passeggiate sui set, Ponte Sisto, 2013. ISBN 9788895884547
- Le persone, Kolibris Edizioni, 2014. ISBN 978-88-96263-22-8
- Dammi la mano e sorridi. Una lettera famigliare, ACS Perdersi a Roma, 2015. ISBN 978-1519666291  [ASIN] B018ZCAEJ6
- Il piccolo libro delle invettive, Edizioni Fahrenheit 451, 2017. ISBN 978-88-99791-03-2
- Roberto Carvelli, Fùcino. Acqua, terra, infanzia, collana Inchieste (n. 5), Editrice il Sirente, Fagnano Alto, 2017,  pp. 248 pp., ISBN 978-88-87847-69-7.
- La gioia del vagare senza meta. Piccolo eserciziario della flânerie, Ediciclo, 2019, ISBN 9788865492383
- Fellini e Guerra. Un viaggio amarcord, Ponte Sisto, 2020, ISBN 9788899290894
- Il mondo nuovo. Una visione del futuro, Mimesis, 2020, ISBN 9788857564227
- Andare per saline, Il Mulino, 2022, ISBN 9788815295781
- I segni sull'acqua, D editore, 2022, ISBN 9788894830583
- La rivincita dei naïf. Piccolo appello in difesa della semplicità, Ediciclo, 2023, ISBN 9788865494622
- Luogo a procedere. Viaggio in Liguria con Marino Magliani e Marco Ferrari, Tarka, 2024, ISBN 9791280246561